# 野田市立東部中学校
野田市立東部中学校（のだしりつとうぶちゅうがっこう）は、千葉県野田市の東部地区にある公立中学校。

## 概要

### 沿革
- 1947年5月10日 - 旭村立中学校として開校 旭小学校に併置。
- 1950年5月3日 - 市制施行により合併 野田市立東部中学校と改称。
- 1953年5月31日 - 現在地に本校舎一棟 付帯施設落成。
- 1955年2月25日 - 校舎増築落成。
  - 11月29日 - 文部省指定産業教育研究公開。
- 1961年10月1日 - 普通校舎 (2) 増築落成。
- 1964年9月27日 - 校歌制定。
- 1965年3月15日 - 給食室落成。
- 1968年4月15日 - プール落成。
- 1971年2月24日 - 体育館落成。
- 1975年12月10日 - 野教研学級経営研究公開。
- 1977年3月19日 - 職業指導県知事表彰。
  - 7月26日 - 福祉教育推進校に指定。
- 1987年3月1日 - テニスコート2面 バスケットコート1面 部室3室完成。
  - 4月10日 - 福祉教育推進校として県指定。
- 1988年9月1日 - 市防災総合訓練参加。
- 1990年9月21日 - 屋内体育館改修工事完了。
- 1991年10月22日 - 校庭フェンス設置工事完了。
- 1994年10月19日 - 平成5・6年度野田市教育委員会指定学校同和教育公開研究会。
- 1996年4月1日 - 平成8・9年度 野田市教育委員会指定「コンピュータ教育」。
- 1997年5月17日 - 創立50周年記念式典。
- 2000年10月8日 - 東部地区体育祭全校参加。
- 2003年4月10日 - 平成15・16・17年度福祉教育推進校として県指定。
  - 8月31日 - サッカー防球ネット、校舎トイレ等換気扇改修工事完了。
- 2004年4月10日 - 平成16・17年度 野田市教育委員会指定「情報教育」。
- 2005年11月8日 - 情報教育公開研究会実施。
- 2006年4月8日 - 野田市教育委員会研究指定「小中連携」。
- 2007年11月1日 - 千葉県教育功労者団体彰受賞。
- 2009年4月1日 - 学校支援地域本部設置。
- 同日 - 特別支援学級設置
- 2012年4月1日 - 体育館耐震工事完了。
- 2016年12月 - 空調設備設置工事完了。

## 学校教育目標
「豊かな知性と心情をもち、最後までやりぬく育成」　
～　学ぶ東中生　明朗な東中生　鍛える東中生　～
1. 自ら考え、創造する生徒
2. 誠実で思いやりのある生徒
3. 謙虚でたくましい生徒

## 部活動
陸上部
駅伝部
ソフトテニス部
バレー部
サッカー部
卓球部
野球部
陸上部と駅伝部は2024年秋から合部。
バレー部、サッカー部、野球部は2024年入学した生徒を最後に新入生の入部を禁止し、2026年時点で3年生が退部したら廃部が決定。廃部する部活は主に大人数いないと成立しないことと成績が残せていないことが理由にある。
テニス部は毎年1年生大会の県大会に出場している。  陸上部も県大会出場経験がある。